# OVNI (bande dessinée)
Pour l’article homonyme, voir OVNI (homonymie).
OVNI est une bande dessinée éditée chez Delcourt (Collection Shampooing) en 2006.
Ovni était sorti dans la collection Shampooing de chez Delcourt en 2006 : un beau volume dans lequel un petit alien bleu et rigolo traversait des doubles-pages pleines de couleurs et de détails. Lewis Trondheim était au scénario et Fabrice Parme au dessin, un duo déjà auteur de Venezia (Dargaud) et Le Roi Catastrophe (Delcourt). Il raconte l'histoire d'un petit OVNI qui doit traverser toutes les époques de l'histoire (de la préhistoire jusqu'à nous en passant par les cowboys et le débarquement de Normandie) pour réussir à réparer sa soucoupe. À chaque épisode il meurt plusieurs fois car quand il "meurt", il ne meurt pas (enfin jusqu'à la prochaine fois) grâce à sa machine à remonter le temps et se souvient comment il est mort. Donc quand il se ressuscite, il revient en peu en arrière et évite sa mort.

## Auteurs
- Scénario : Lewis Trondheim
- Dessins : Fabrice Parme
- Couleurs : Véronique Dreher

## Diffusion
- OVNI est prépublié depuis mai 2006 dans le magazine Science et Vie Découvertes.
- La bande dessinée a été adaptée en série d'animation éponyme, OVNI.